# Tegn
Tegn, thegn eller tägn var ett begrepp, en titel, som användes i Skandinavien och England (thegn eller thane) i anslutning till vikingatiden. Inom de nordiska området stavades det þegn. Ofta används det i sammansättningen "en mycket god tegn", till exempel på Velandastenen. Det kan även användas som personnamn. I Sverige förekommer det på runstenar. I England används ordet i handskrivna dokument.

## Betydelse i England
I engelskan används ordet av historiker för att beskriva en aristokratisk klass i en rang underordnad earlarna. I dokument där ordet översatts till Latin användes översättningen miles, det vill säga soldat eller tjänare. Joseph Bosworth beskriver en tegn som en person som "är engagerad i en kungs eller drottnings tjänst, antingen i hushållet eller i landet" och tillägger att ordet "gradvis erhåller en teknisk mening, och blir en term som betecknar en klass".  Ordet tegn levde kvar i Skottland och den mest kände tegnen är Shakespears Macbeth, som i början av pjäsen är Thane of Glamis.

## Betydelse i Skandinavien
Ordets betydelse i Skandinavien är mer oklar. Enligt riksantikvarieämbetet är de två huvudalternativen fri bonde, odalman,  respektive krigare, medlem av kungens hird. Det förekommer även tolkningen att en tegn ursprungligen är en person med funktion i religiösa ritualer, närmare bestämt en försångare (danskans degn).

### Runstenar
I Danmark kan man läsa på runstenarna om "thegnar" vilka troligtvis stod kungen nära, samt "drengar", det vill säga stormän. I Sveariket norr om Mälaren förekommer inte ordet "thegnar" på runstenarna vilket ger tydliga bevis på att den inte alls har att göra med sveonernas maktorganisation. Titeln "dreng" förekommer dock även där. Thegn användes dock norr om Mälaren som tillnamn eller som mansnamn, och förekommer som en namndel. Den döde är ofta berömd som goþan þægn (duglig tägn), harþa goþan þægn (mycket duglig tägn), þrottaʀ þiagn (stark tegn), osv., men även þægna fyrstr (främste bland tägnar) förekommer.